# 朱潮
朱潮（？—？），字半帆，浙江嘉善縣人，清朝官員。監生出身。

## 生平
曾任霞浦县知县，嘉慶十年（1805年）署龍巖州知州。嘉慶十四年（1809年）接替翟淦，擔任臺灣府淡水撫民同知。